# Ђалошице
Ђалошице (пољ. Działoszyce) је град у Пољској у Војводству Светокришком у Повјату pińczowski. Према попису становништва из 2011. у граду је живело 1.034 становника.

## Становништво
Према прелиминарним подацима са пописа, у граду је 2011. живело 1.034 становника.
| 2002. | 2011. | 2012. |
| ----- | ----- | ----- |
| 1.115 | 1.034 | 1.009 |